# Суперкубок Південної Кореї з футболу 2004
Суперкубок Південної Кореї з футболу 2004 — 5-й розіграш турніру. Матч відбувся 21 березня 2004 року між чемпіоном Південної Кореї клубом Соннам Ільва Чунма та володарем кубка Південної Кореї клубом Чонбук Хьонде Моторс.
| Володар Суперкубка Південної Кореї 2004 |
| --------------------------------------- |
|                                         |
| Чонбук Хьонде Моторс Перший титул       |

## Матч

### Деталі
| 21 березня 2004 |

| Соннам Ільва Чунма | 0:2 | Чонбук Хьонде Моторс       |
| ------------------ | --- | -------------------------- |
|                    |     | Намкун До 18' Едмілсон 89' |

| Соннам 2 Спорткомплекс, Соннам Глядачів: 15 350 |